# Stenhouse Glacier
Stenhouse Glacier är en glaciär i Antarktis. Den ligger i Sydshetlandsöarna. Argentina, Chile och Storbritannien gör anspråk på området. Stenhouse Glacier ligger 182 meter över havet.
Terrängen runt Stenhouse Glacier är kuperad. Havet är nära Stenhouse Glacier åt sydväst. Trakten är glest befolkad. Närmaste befolkade plats är Commandante Ferraz Station, 2,7 kilometer söder om Stenhouse Glacier. 